# Lista episoadelor din Zack și Cody, ce viață minunată
Zack și Cody, ce viață minunată este un serial care rulează la Disney Channel

## Sumar
| România | România | România  | România            | România            |
| Sezon   | Sezon   | Episoade | Primul episod      | Ultimul episod     |
| ------- | ------- | -------- | ------------------ | ------------------ |
|         | 1       | 26 / 26  | 19 septembrie 2009 | 1 aprilie 2010     |
|         | 2       | 39 / 39  | 6 februarie 2010   | 19 septembrie 2010 |
|         | 3       | 0 / 22   | August, 2011       | 2012               |

| Statele Unite | Statele Unite | Statele Unite | Statele Unite    | Statele Unite     |
| Sezon         | Sezon         | Episoade      | Primul episod    | Ultimul episod    |
| ------------- | ------------- | ------------- | ---------------- | ----------------- |
|               | 1             | 26            | 18 martie 2005   | 27 ianuarie 2006  |
|               | 2             | 39            | 3 februarie 2006 | 2 iunie 2007      |
|               | 3             | 22            | 23 iunie 2007    | 1 septembrie 2008 |

## Sezonul 1:  2009-2010
Vezi și Lista episoadelor din Zack și Cody, ce viață minunată (Sezonul 1)
Sezonul 1 este considerat de 26 de episoade.
| # / Episod | # / Sezon | Titlu                                                               | Regizat de          | Scris de                            | Premieră Originală | Premieră România   |
| 1          | 1         | "Prin Hotel" (The Hotel)                                            | Jeny Quine          | Rich Correll                        | 18 martie 2005     | 19 septembrie 2009 |
| 2          | 2         | "Cea Mai Frumoasă Dintre Toate" (The Most Beautiful Of All)         | Rich Correll        | Valerie Ahern, Christian McLaughlin | 18 martie 2005     | 19 septembrie 2009 |
| 3          | 3         | "Maddy Se Cazează La Hotel" (Mady Are Places In Hotel)              | Rich Correll        | Danny Kallis, Jim Geoghan           | 25 martie 2005     | 26 septembrie 2009 |
| 4          | 4         | "Inspector De Hotel" (Inspector Hotel)                              | Henry Chan          | Marc Flanagan                       | 1 aprilie 2005     | 3 octombrie 2009   |
| 5          | 5         | "Pedepsiți la etajul 23" (Grounded on the 23rd Floor)               | Lee Shallat-Chemel  | Danny Kallis, Jim Geoghan           | 8 aprilie 2005     | 4 octombrie 2009   |
| 6          | 6         | "Prinț și instalator" (The Prince & The Plunger)                    | Andrew Tsao         | Adam Lapidus                        | 15 aprilie 2005    | 5 octombrie 2009   |
| 7          | 7         | "Picior Scrântit" (Foot Loser)                                      | Andrew Tsao         | Bill Freiberger                     | 22 aprilie 2005    | 6 octombrie 2009   |
| 8          | 8         | "Povestea unei seri de bal" (A Prom Story)                          | Jim Drake           | Jeny Quine                          | 6 mai 2005         | 7 octombrie 2009   |
| 9          | 9         | "Bandă în Boston" (Band in Boston)                                  | Rich Correll        | Billy Riback                        | 20 mai 2005        | 8 octombrie 2009   |
| 10         | 10        | "Cody merge în tabără" (Cody Goes to Camp)                          | Rich Correll        | Jim Geoghan                         | 6 iunie 2005       | 17 octombrie 2009  |
| 11         | 11        | "De prins un hoț" (To Catch a Thief)                                | Jeff McCracken      | Ross Brown                          | 18 iunie 2005      | 24 Octombrie,2009  |
| 12         | 12        | "E un hotel nebun, nebun, nebun" (It's a Mad, Mad, Mad Hotel)       | Lex Passaris        | Howard Nemetz                       | 17 iunie 2005      | 5 Decembrie,2009   |
| 13         | 13        | "Săraca Fată Bogată" (Poor Little Rich Girl)                        | Dana deVally Piazza | Lloyd Garver                        | 22 iulie 2005      | 12 decembrie 2009  |
| 14         | 14        | "Prăjituri și povești de dragoste" (Cookin' with Romeo and Julliet) | Rich Correl         | Jeny Quine Adam Lapidus             | 22 iulie 2005      | 13 decembrie 2009  |
| 15         | 15        | "Zvonuri" (Rumors)                                                  | Rich Correl         | Bernadette Luckett                  | 14 august 2005     | 19 decembrie 2009  |
| 16         | 16        | "Pǎr Creț Și Basseball" (Big Hair & Baseball)                       | Rich Correl         | Pamela Eells O'Connell              | 28 august 2005     | 20 decembrie 2009  |
| 17         | 17        | "O Vedetă Rock În Hotel" (Rock Star in the Hotel)                   | Kelly Sandefur      | Jeny Quine Howard Nemetz            | 18 septembrie 2005 | 26 decembrie 2009  |
| 18         | 18        | "Deștept și Genial" (Smart & Smarterer)                             | Rich Correll        | Danny Kallis Adam Lapidus           | 10 octombrie 2005  | 09 ianuarie 2010   |
| 19         | 19        | "Fantoma din Apartamentul 613" (The Ghost of Suite 613)             | Rich Correll        | Danny Kallis Jim Geoghan            | 14 octombrie 2005  | 1 aprilie 2010     |
| 20         | 20        | "Vine Tata!" (Dad's Back)                                           | Rich Correll        | Jim Geoghan                         | 26 noiembrie 2005  | 16 ianuarie 2010   |
| 21         | 21        | "Crăciunul la Hotel                                                 | Danny Kallis        | Danny Kallis Jim Geoghan            | 10 decembrie 2005  | 25 decembrie 2009  |
| 22         | 22        | "Pupici și Baschet" (Kisses & Basketball)                           | Lex Passaris        | Danny Kallis Jim Geoghan            | 1 ianuarie 2006    | 30 ianuarie 2010   |
| 23         | 23        | "Stăpânul propriul destin" (Pilot Your Own Life)                    | Lee Shallat-Chemel  | Danny Kallis                        | 6 ianuarie 2006    | 20 ianuarie 2010   |
| 24         | 24        | "Îndrăgostit" (Crushed)                                             | Rich Correll        | Pamela Eells O'Connell Adam Lapidus | 13 ianuarie 2006   | 13 martie 2010     |
| 25         | 25        | "Pauze Publicitare" (Commercial Breaks)                             | Rich Correll        | Danny Kallis                        | 20 ianuarie 2006   | 20 martie 2010     |
| 26         | 26        | "Vacanța în Oraș" (Boston Holiday)                                  | Lex Passaris        | Pamela Eells O'Connell              | 27 ianuarie 2006   | 27 martie 2010     |

## Sezonul 2: 2010
```
Vezi și 
 Lista episoadelor din Zack și Cody, ce viață minunată (Sezonul 2)
```

| # / Episod | # / Sezon | Titlu | Regizat de       | Scris de                            | Premieră originală | Premieră, România  | Cod |
| ---------- | --------- | --- | ---------------- | ----------------------------------- | ------------------ | ------------------ | --- |
| 27         | 1         | „Cupluri ciudate” „Odd Couples” | Danny Kallis     | Adam Lapidus                        | 3 februarie 2006   | 6 februarie 2010   | 203 |
| 28         | 2         | „O franțuzoaică” „French 101” | Rich Correll     | Jim Geoghan                         | 10 februarie 2006  | 13 februarie 2010  | 201 |
| 29         | 3         | „La Grădiniță” „Day Care” | Jim Drake        | Jeff Hodsden                        | 17 februarie 2006  | 20 februarie 2010  | 204 |
| 30         | 4         | „Bucătăria groazei” „Heck's Kitchen” | Rich Correll     | Pamela Eells O'Connell              | 24 februarie 2006  | 27 februarie 2010  | 207 |
| 31         | 5         | „Eliberați-l pe Tippy!” „Free Tippy” | Rich Correll     | Jeny Quine                          | 3 martie 2006      | 5 iunie 2010       | 202 |
| 32         | 6         | „În formă pentru totdeauna” „Forever Plaid” | Jim Drake        | Tim Pollock                         | 20 martie 2006     | 6 iunie 2010       | 205 |
| 33         | 7         | „Alegeri” „Election” | Rich Correll     | Howard Nemetz                       | 21 martie 2006     | 12 iunie 2010      | 206 |
| 34         | 8         | „Fratele mai mare al lui Moseby” „Moseby's Big Brother”                                                                                        | Rich Correll     | Howard Nemetz                       | 22 martie 2006     | 13 iunie 2010      | 212 |
| 35         | 9         | „Cărți și case pentru păsărele” „Books & Birdhouses”                                                                                           | Rich Correll     | Jim Geoghan                         | 23 martie 2006     | 19 iunie 2010      | 214 |
| 36         | 10        | „16 ani nu prea dulci” „Not So Suite 16” | Rich Correll     | Adam Lapidus                        | 24 martie 2006     | 20 iunie 2010      | 213 |
| 37         | 11        | „Gemeni la Tipton” „Twins at the Tipton” | Rich Correll     | Pamela Eells O'Connell              | 31 martie 2006     | 26 iunie 2010      | 215 |
| 38         | 12        | „Fără împrumut, fără silabisit” „Neither a Borrower nor a Speller Bee”                                                                         | Lex Passaris     | Lloyd Garver                        | 14 aprilie 2006    | 27 iunie 2010      | 209 |
| 39         | 13        | „Bowling” „Bowling” | Rich Correll     | Danny Kallis                        | 28 aprilie 2006    | 3 iulie 2010       | 208 |
| 40         | 14        | „Kept Man” „Kept Man” | Jim Drake        | Jeff Hodsden Tim Pollock            | 19 mai 2006        | 4 iulie 2010       | 216 |
| 41         | 15        | „Mirosul excesului” „The Suite Smell of Excess”                                                                                                | Kelly Sandefur   | Billy Riback                        | 2 iunie 2006       | 10 iulie 2010      | 210 |
| 42         | 16        | „Goana după aur” „Going for the Gold” | Rich Correll     | Adam Lapidus                        | 10 iunie 2006      | 11 iulie 2010      | 221 |
| 43         | 17        | „Partida de ceai din Boston” „Boston Tea Party”                                                                                                | Rich Correll     | Pamela Eells O'Connell              | 30 iunie 2006      | 17 iulie 2010      | 222 |
| 44         | 18        | „Drum bun” „Have a Nice Trip” | Rich Correll     | Jeny Quine                          | 7 iulie 2006       | 18 iulie 2010      | 219 |
| 45         | 19        | „Întreabă-l pe Zack” „Ask Zack” | Eric Dean Seaton | Billy Riback                        | 15 iulie 2006      | 24 iulie 2010      | 224 |
| 46         | 20        | „Așa de minunata viață a Hannei Montana” (Partea a doua din "Așa de minunata viață a Hannei Montana") „That's So Suite Life of Hannah Montana” | Rich Correll     | Howard Nemetz                       | 28 iulie 2006      | 29 august 2010     | 218 |
| 47         | 21        | „Ce se, hei?” „What the Hey?” | Lex Passaris     | Danny Kallis                        | 5 august 2006      | 25 iulie 2010      | 217 |
| 48         | 22        | „Coșmarul unei nopți de vară” „A Midsummer's Nightmare”                                                                                        | Lex Passaris     | Jeny Quine                          | 11 august 2006     | 15 mai 2010        | 211 |
| 49         | 23        | „Pierdut în traducere” „Lost in Translation”                                                                                                   | Rich Correll     | Danny Kallis                        | 19 august 2006     | 31 iulie 2010      | 223 |
| 50         | 24        | „Volei cu Tata” „Volley Dad” | Kelly Sandefur   | Adam Lapidus                        | 8 septembrie 2006  | 1 august 2010      | 227 |
| 51         | 25        | „Loosely Ballroom” | Rich Correll     | Jeny Quine                          | 22 septembrie 2006 | 7 august 2010      | 225 |
| 52         | 26        | „Filmul de groază” „Scary Movie” | Rich Correll     | Pamela Eells O'Connell              | 13 octombrie 2006  | 8 august 2010      | 228 |
| 53         | 27        | „Ah! Pustie !” „Ah! Wilderness!” | Rich Correll     | Danny Kallis Jim Geoghan            | 10 noiembrie 2006  | 14 august 2010     | 230 |
| 54         | 28        | „Pasărea-om în Boston” „Birdman of Boston” | Rich Correll     | Jim Geoghan                         | 24 noiembrie 2006  | 15 august 2010     | 220 |
| 55         | 29        | „Asistentul Zack” „Nurse Zack” | Rich Correll     | Danny Kallis                        | 8 decembrie 2006   | 21 august 2010     | 229 |
| 56         | 30        | „Clubul geamăn” „Club Twin” | Lex Passaris     | Howard Nemetz                       | 7 ianuarie 2007    | 22 august 2010     | 231 |
| 57         | 31        | „Riscă tot” „Risk It All” | Rich Correll     | Danny Kallis Jim Geoghan            | 27 ianuarie 2007   | 28 august 2010     | 234 |
| 58         | 32        | „Istorie de pepită” „A Nugget of History” | Danny Kallis     | Dan Signer                          | 23 februarie 2007  | 29 august 2010     | 236 |
| 59         | 33        | „Golf în miniatură” „Miniature Golf” | Jim Drake        | Jeny Quine                          | 2 martie 2007      | 4 septembrie 2010  | 232 |
| 60         | 34        | „Sănătate și fitness” „Health and Fitness” | Rich Correll     | Howard Nemetz                       | 16 martie 2007     | 5 septembrie 2010  | 226 |
| 61         | 35        | „Înapoi în joc” „Back in the Game” | Rich Correll     | Pamela Eells O'Connell Adam Lapidus | 6 aprilie 2007     | 11 septembrie 2010 | 237 |
| 62         | 36        | „Ce viață minunată la Hollywood, Partea 1” „The Suite Life Goes Hollywood, Part 1”                                                             | Rich Correll     | Danny Kallis Jim Geoghan            | 20 aprilie 2007    | 12 septembrie 2010 | 238 |
| 63         | 37        | „Ce viață minunată la Hollywood, Partea 2” „The Suite Life Goes Hollywood, Part 2”                                                             | Rich Correll     | Danny Kallis Jim Geoghan            | 20 aprilie 2007    | 12 septembrie 2010 | 239 |
| 64         | 38        | „Vreau la mumie” „I Want My Mummy” | Phill Lewis      | Pamela Eells O'Connell              | 18 mai 2007        | 19 septembrie 2010 | 235 |
| 65         | 39        | „Aptitudini” „Aptitude” | Danny Kallis     | Adam Lapidus                        | 2 iunie 2007       | 18 septembrie 2010 | 233 |

## Sezonul 3: 2010-2011
Vezi și: Zack și Cody, ce viață minunată (Sezonul 3)
- Acest sezon este considerat de 22 de episoade.
- Ashley Tisdale este absentă in 11 episoade.
- Acesta e ultimul sezon din Suite Life Zack&Cody
- Urmează Suite Life On Deck

| # / Episod | # / Sezon | Titlu                                                    | Regizat de   | Scris de                           | Premieră Originală | Premieră România | Cod |
| 66         | 1         | „Absolvire” „Graduation”                                 | Rich Corelli | Danny Kallis Adam Lapidus          | 23 iunie 2007      | VFA              | 301 |
| 67         | 2         | „Vara a nemulțumirii noastre” „Summer of Our Discontent” | Rich Corelli | Dan Signer                         | 30 iunie 2007      | VFA              | 302 |
| 68         | 3         | „Chiuveta sau Înot” „Sink or Swim”                       | Rich Corelli | Jeny Quine Dan Signer              | 8 iulie 2007       | VFA              | 303 |
| 69         | 4         | „Super Gemenii” „Super Twins”                            | Rich Corelli | Jim Geoghan                        | 13 iulie 2007      | VFA              | 305 |
| 70         | 5         | „Cine e șeful?” „Who's the Boss?”                        | Rich Corelli | Danny Kallis Adam Lapidus          | 22 iulie 2007      | VFA              | 304 |
| 71         | 6         | „Bagaj” „Baggage”                                        | Rich Corelli | Pamela Eells O'Connell Jim Geoghan | 22 iulie 2007      | VFA              | 306 |